# 金鍾翊
金 鍾翊（キム・ジョンイク、朝鮮語: 김종익、1918年6月27日 - 2000年2月20日または2002年2月20日）は、大韓民国の政治家、実業家。第7・8・9代韓国国会議員。
本貫は金海金氏。政治家の金鍾泌の兄である。

## 経歴
忠清南道扶餘郡生まれ。1968年に漢陽大学校政経大学政治科卒、1969年にソウル大学校経営大学院修了。
中学校の校監を経て、1962年に韓国経済問題研究会長、1965年に大韓学校体育会初代会長、同年に三原農産株式会社取締役会長を歴任したが、1967年に健康上の理由により学校体育会長を辞任した。1968年6月2日に弟の金鍾泌が議員失職すると、同年9月24日の補欠選挙で民主共和党の候補として新民党の任哲鎬を破って、扶餘選挙区から国会議員に初当選した。同時に民主共和党扶餘地区党委員長の職も受け継いだが、公認は選挙対策委員会と党務委員会の決定を経なかったため当選無効訴訟に巻き込まれた。在職中に3選改憲に賛成した後、1971年の第8代総選挙と1973年の第9代総選挙で2度も再選し、国会議員を3期務めた。在任中の1974年7月12日に保寧で交通事故に遭って重傷を負った。その後は民主共和党忠南第5地区党委員長を経て、1976年に民主共和党中央委員会副委員長を務めたほか、第10次アジア国会議員連合（APU）韓国代表団長も務めた。しかし、1979年の第10代総選挙で落選したため、民主共和党扶餘地区党委員長を辞退したが、後任にはまた弟の金鍾泌が選出された。第5共和国発足以降は政治活動上の制限を受けたが、1984年12月には民族中興同志会の発足に参加し、朴正煕の追慕事業などを行いながら政治活動を再開した。弟の金鍾泌が民主共和党を結成した際には発起人として参加し、忠清南道の党組織を担当した。
2002年2月20日、ソウル報勲病院で老衰により死去した。享年84（または2000年没で享年82）。